# Ami Priyono
Ami Priyono, född 23 oktober 1939 i Jakarta, död 6 juni 2001 var en indonesisk skådespelare och regissör.

## Filmografi
- 1996 – Si Doel anak sekolahan (TV-serie)
- 1982 – Jakarta-Jakarta (regissör)
- 1982 – Roro mendut (regissör)